# Human Factor TV
Human Factor TV of Human Factor Television Productions is een Nederlandse productiemaatschappij. Het bedrijf produceert diverse programma's voor zowel publieke als commerciële omroepen. Het bedrijf is niet gerelateerd aan de omroep HUMAN.
Human Factor TV werd in 2001 opgericht door producent Irene van den Brekel. Het bedrijf won in 2006 de Zilveren Nipkowschijf met Koefnoen en in 2016 met Zondag met Lubach. In 2017 won het met Zondag met Lubach de Gouden Televizierring.
Het vaste team van Human Factor bestaat uit: Irene van den Brekel – producent, Pieter Klok – gedelegeerd producent, Jos van Genderen – productieleider, Saskia van Driel – producer.